# Linda Bank
Linda Bank (Haarlem, 24 januari 1986) is een Nederlands oud-zwemster. Als specialisatie had ze de vrije slag ofwel de borstcrawl op de 200 en 400 meter. Naast het zwemmen studeert ze Bewegingswetenschappen aan de Vrije Universiteit.

## Carrière
Bank haalde in 2005 de limiet voor de 4×200 meter vrije slag voor het WK korte baan, maar door afzeggingen ging de estafette niet door. In 2006 haalde ze de persoonlijke limiet op de 200 meter vrije slag voor de Europese kampioenschappen zwemmen 2006 in Boedapest, in Boedapest werd ze twaalfde in de halve finales en strandde ze in series van de 400 meter vrije slag. Op de 4×200 meter vrije slag werd ze samen met Rieneke Terink, Manon van Rooijen en Femke Heemskerk uitgeschakeld in de series. In Melbourne nam Bank deel aan de wereldkampioenschappen zwemmen 2007, op dit toernooi werd ze uitgeschakeld in de series van de 200 meter vrije slag. Samen met Inge Dekker, Manon van Rooijen en Femke Heemskerk eindigde ze als achtste op de 4×200 meter vrije slag. Op de Europese kampioenschappen zwemmen 2008 in Eindhoven strandde Bank in de series van de 200 en de 400 meter vrije slag. Op de 4×200 meter vrije slag vormde ze in de series een team met Femke Heemskerk, Ranomi Kromowidjojo en Manon van Rooijen, in de finale zwommen Heemskerk en Kromowidjojo samen met Inge Dekker en Marleen Veldhuis naar de vierde plaats. Tijdens de Olympische Zomerspelen van 2008 zwom Bank een time-trial om een plaats te verwerven in de 4×200 meter vrije slag estafette, in deze opzet slaagde ze echter niet. Na de Spelen besloot Bank te stoppen met zwemmen. Dit kwam mede door een slepende schouderblessure.

## Resultaten

### Internationale toernooien
| Jaar | Olympische Spelen              | WK langebaan                               | WK kortebaan  | EK langebaan                                                                                 | EK kortebaan  |
| ---- | ------------------------------ | ------------------------------------------ | ------------- | -------------------------------------------------------------------------------------------- | ------------- |
| 2006 |                                |                                            | geen deelname | 12e 200 m vrije slag 22e 400 m vrije slag 11e 4×200 m vrije slag                             | geen deelname |
| 2007 |                                | 29e 200 m vrije slag 8e 4×200 m vrije slag |               |                                                                                              | geen deelname |
| 2008 | Bank zwom enkel een time-trial |                                            | geen deelname | 22e 200 m vrije slag 23e 400 m vrije slag 4e 4×200 m vrije slag Bank zwom enkel in de series | geen deelname |

### Nationale titels
Tijdens haar zwemcarrière was ze in het bezit van 6 nationale titels:
- Korte baan
  - 400m vrije slag 2005
  - 800m vrije slag 2005
- Lange baan
  - 200m vrije slag 2005
  - 400m vrije slag 2005, 2006
  - 800m vrije slag 2006

## Persoonlijke records

### Kortebaan
| Afstand         | Tijd    | Datum            | Plaats    |
| --------------- | ------- | ---------------- | --------- |
| 100m vrije slag | 56,49   | 18 december 2005 | Amsterdam |
| 200m vrije slag | 1.57,99 | 28 april 2006    | Eindhoven |
| 400m vrije slag | 4.08,99 | 28 april 2006    | Eindhoven |
| 800m vrije slag | 8.47,94 | 18 december 2005 | Amsterdam |

### Langebaan
| Afstand         | Tijd    | Datum           | Plaats    |
| --------------- | ------- | --------------- | --------- |
| 100m vrije slag | 57,17   | 11 juni 2006    | Eindhoven |
| 200m vrije slag | 2.01,16 | 4 augustus 2006 | Boedapest |
| 400m vrije slag | 4.18,19 | 1 juni 2007     | Amsterdam |
| 800m vrije slag | 9.02,55 | 14 april 2006   | Amsterdam |

## Zie verder
- lijst van zwemmers